# Травако Сикомарио
Травако Сикомарио (итал. Travacò Siccomario) је насеље у Италији у округу Павија, региону Ломбардија.
Према процени из 2011. у насељу је живело 1949 становника. Насеље се налази на надморској висини од 61 м.

## Становништво
Према резултатима пописа становништва 2011. у општини је живело 4.361 становника.
| 1931. | 1936. | 1951. | 1961. | 1971. | 1981. | 1991. | 2001. | 2011. |
| ----- | ----- | ----- | ----- | ----- | ----- | ----- | ----- | ----- |
| 2.085 | 2.044 | 2.178 | 1.985 | 1.977 | 2.647 | 3.425 | 3.580 | 4.361 |

## Партнерски градови
- Камаре сир Ег